# Bouclier arabo-nubien

Position du bouclier arabo-nubien.

Affleurements du bouclier arabo-nubien.

Le bouclier arabo-nubien (indiqué Arabian Numidian) sur la carte sur le supercontinent Pannotia il y a environ 570 Ma, avant l'ouverture de la Mer Rouge.

Le bouclier arabo-nubien est une formation géologique de roches précambriennes cristallines, à découvert sur les rivages de la Mer Rouge. Les roches cristallines datent, pour la plupart, du Néoprotérozoïque. Le bouclier, du nord au sud, sous-tend des parties d'Israël et de la Palestine, de la Jordanie, de l'Égypte, de l'Arabie saoudite, du Soudan, de l'Érythrée, de l'Éthiopie, du Yémen et de la Somalie. Dans sa partie nord, le bouclier est visible au Sahara et dans le désert d'Arabie et, dans sa partie sud, sur les hauts-plateaux d'Éthiopie, dans l'Asir et les hauts-plateaux du Yémen.
Le bouclier est exploité dès l'antiquité, principalement par les anciens Égyptiens qui extraient l'or en Égypte et au nord-est du Soudan ; tous les gisements d'or d'Égypte et du nord du Soudan sont découverts et exploités par les Égyptiens. La plus ancienne carte géologique conservée est réalisée en 1150 av. J.-C. pour indiquer l'emplacement des gisements d'or dans l'est de l'Égypte ; elle est connue sous le nom de Papyrus de Turin. Ultérieurement, de nouvelles découvertes d'or sont faites au Soudan, en Érythrée et en Arabie Saoudite.
L'Égypte pharaonique extrait le granite près d'Assouan et le transporte via le Nil pour construire ses pyramides. Le nom grec d'Assouan est Syene ; c'est la localité-type qui a donné son nom à la syénite, une roche magmatique. Les Romains poursuivent l'exploitation des roches du bouclier arabo-nubien, notamment dans le nord du désert oriental d'Égypte, pour le porphyre et le granite, dont les blocs sont façonnés pour le transport.
Les métaux précieux et à usage industriel, tels l'or, l'argent, le cuivre, le zinc, l'étain et le plomb sont extraits en Arabie saoudite depuis au moins 5 000 ans. La mine la plus productive d'Arabie saoudite, Mahd adh Dhahab (en) (litt. « le berceau de l'or »), est exploitée, ne serait-ce que périodiquement, depuis des milliers d'années et est peut-être à la base de la légende des mines du roi Salomon. Des gisements de fer, tungstène, cuivre et phosphate ont été découverts en divers endroits du bouclier. L'exploitation minière en Égypte et au Soudan, en plein désert, est cependant freinée par le manque d'eau, ce qui fait que des projets d'apporter l'eau du Nil par pipeline ont été envisagés.

## Mise en place et développement

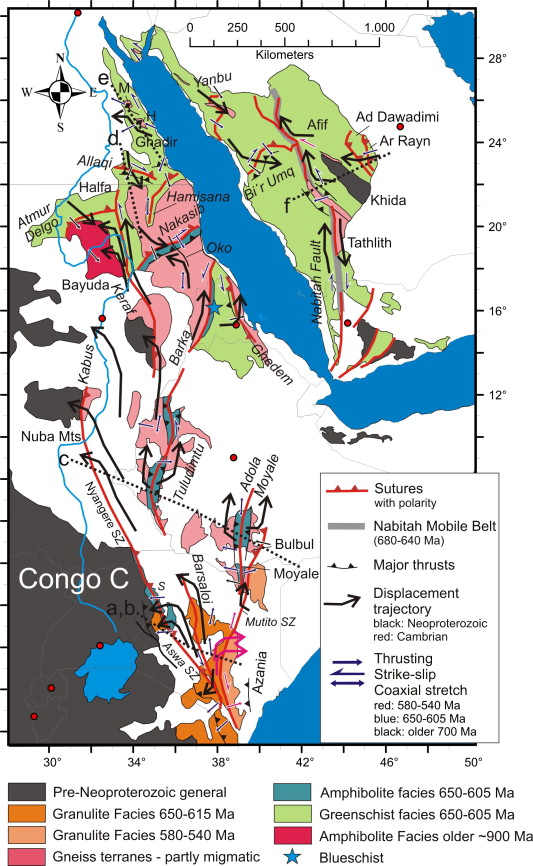
Les faciès métamorphiques du bouclier arabo-nubien et des régions adjacentes d'Afrique.

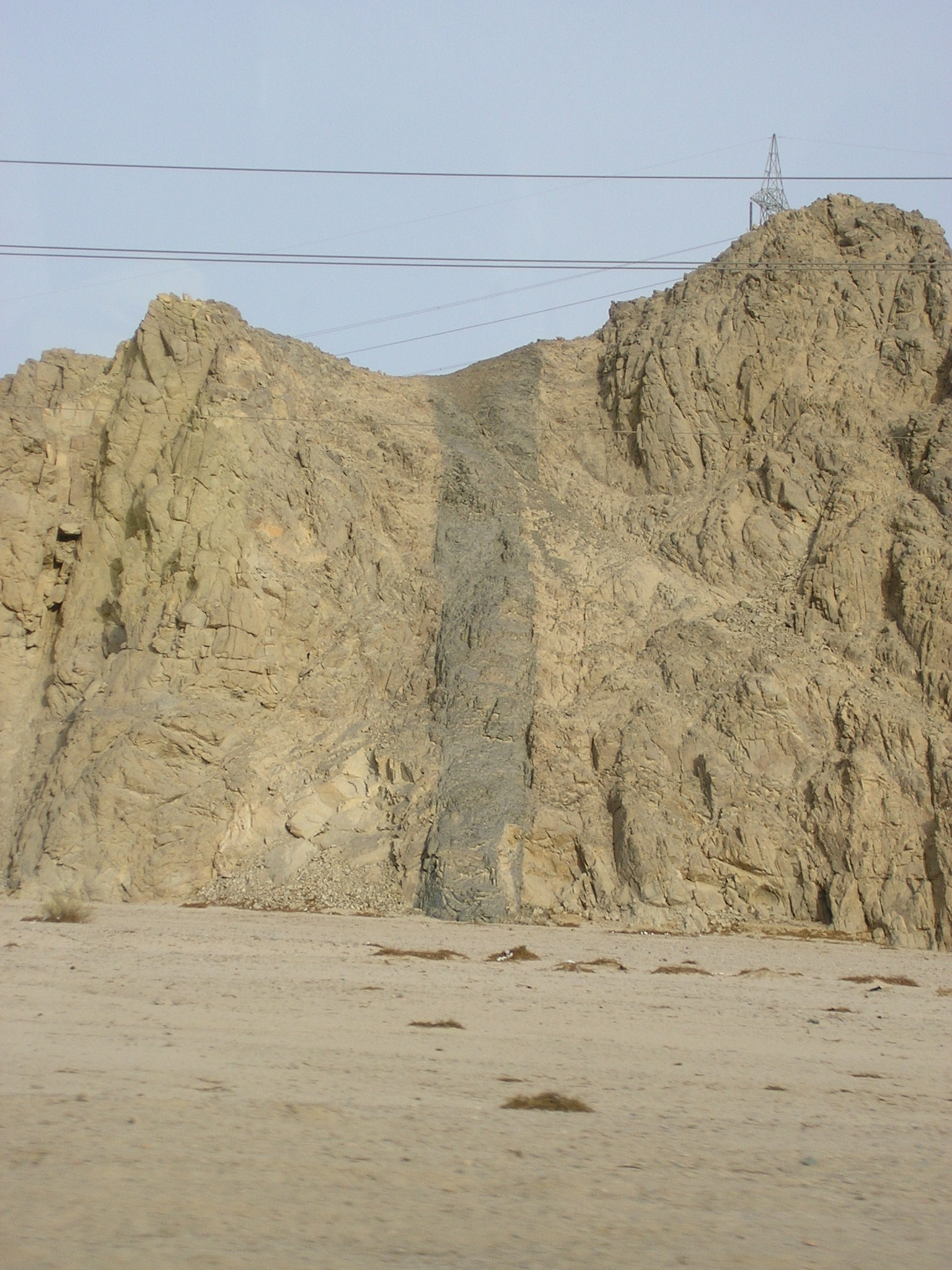
Dykes dans du granite du bouclier arabo-nubien.

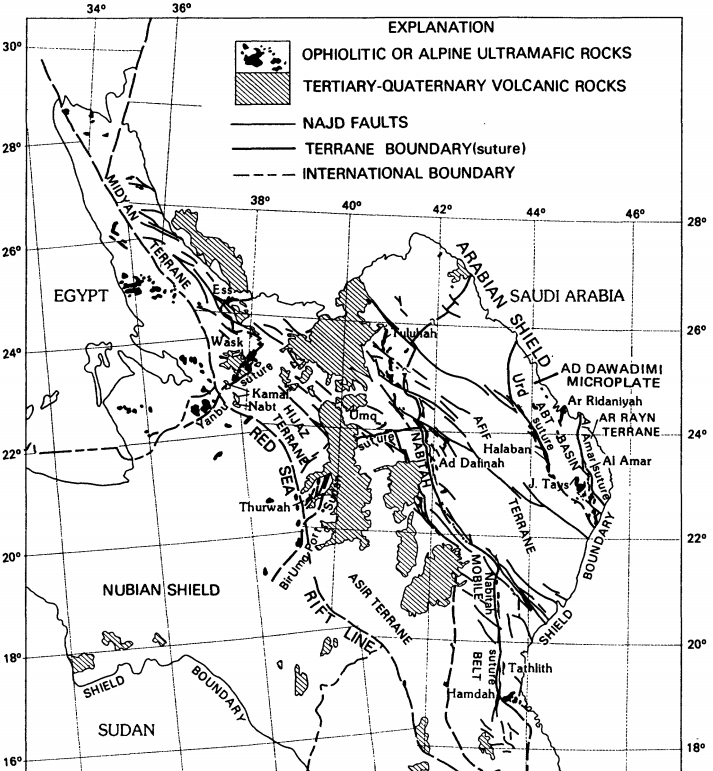
Le bouclier avant l'ouverture de la Mer rouge avec identification des terranes.

Le bouclier arabo-nubien est la partie nord d'une grande zone de collision datant des débuts du Néoprotérozoïque lorsque le Gondwana oriental et le Gondwana occidental fusionnent et créent le supercontinent Gondwana (épisode de l'orogenèse est-africaine (en), laquelle s'étend au sud jusqu'à la ceinture du Mozambique, et qui est une composante de la grande orogenèse panafricaine). L'assemblage du Gondwana coïncide avec la rupture de la Rodinia, la fermeture de l'océan du Mozambique et la croissance du bouclier vers 870 Ma auparavant. Cette croissance du bouclier s'étend durant les 300 Ma suivantes, et comprend la convergence de l'arc insulaire et la suture des terranes vers 780 Ma, avec un assemblage final vers 550 Ma. À cette époque, l'orogène est-africaine est devenue une marge passive et la rive sud de l'océan Paléotéthys.
Le bouclier est divisé en blocs, ou terranes, délimités par des zones de cisaillement ou des sutures en ophiolite. Ces terranes sont appariés au travers de la Mer Rouge ; du sud au nord : Nakfa (870-840 Ma), avec Asir (785-720 Ma, 850-790 Ma), Haya (870-790 Ma) avec Jiddah (870-760 Ma), Gabgaba (735-700 Ma) et Gebeit (832-810 Ma) avec Hijaz (870-807 Ma), ainsi que le désert oriental (810-720 Ma) avec Midyan (780-710 Ma). En outre, les terranes Halfa (2.6-1.2 Ga, 750-718 Ma) et Bayuda (806 Ma) se trouvent dans la partie occidentale du bouclier, tandis que les terranes Hulayfah (720 Ma), Ha'il (740 Ma), Afif (750-695 Ma, 840-820 Ma, 1.86-1.66 Ga), Ad Dawadimi (695-680 Ma) et Ar Rayn (667 Ma) se trouvent dans la partie orientale.
Les évènements clés de la fusion des terranes sont, à partir de 780-760 Ma, la formation de la zone de cisaillement Tabalah-Tarj, la formation de la ceinture de gneiss Afaf et la suture de Bi'r Umq et Nakasib, longue de 600 km et de 565 km de large, qui se crée entre les terranes Jiddah-Haya et Hijaz-Gebeit. Ensuite, entre 750 et 660 Ma, la suture Atmur-Delgo se forme, consécutivement au chevauchement du terrane Bayuda par la nappe d'ophiolite du terrane Halfa. Simultanément, les sutures Allaqi-Heiani-Sol et Hamed-Onib-Yanbu apparaissent ; il s'agit de nappes d'ophiolite s'étendant le long d'une zone de cisaillement orientée vers l'est, laquelle se situe entre les terranes du désert oriental, Gebeit-Hijaz et Midyan. Entre 680 et 640 Ma, se forme la suture Hulayfah-Ad Dafinah-Ruwah, longue de 600 km et large de 5 à 30 km, entre le terrane Afif et ceux plus au sud-est. Dans le même temps, la suture Halaban se forme entre les terranes Afif et Ad Dawadimi, lorsqu'une nappe d'ophiolite d'Halaban se déplace vers l'ouest. Se forment aussi la suture Al Amar, une faille avec des lentilles d'ophiolite, entre les terranes Ad Dawadimi et Ar Rayan, tandis que la zone de faille de Nabitah se forme sur le terrane Asir. La fusion se termine entre 650 et 600 Ma, lorsque la suture Keraf, constituée d'ophiolite repliée et fracturée, se forme entre les terranes Bayuda-Halfa et Gebeit-Gabgaba.
Les événements postérieurs à la fusion incluent la formation du supergroupe de Huqf (732-540 Ma) en Oman et à l'ouest de l'Arabie saoudite, qui s'accumule dans les bassins du socle, les 1 100 premiers mètres incluant des dépôts glacio-marins de diamictite et de dropstone du Sturtien et de la glaciation marinoenne.  Les ceintures de gneiss et les dômes formés au Néoprotérozoïque tardif comprennent le gneiss de Kirsh dans la partie arabe du bouclier et le dôme de gneiss de Meatiq dans le désert oriental. Les zones de cisaillement du Néoprotérozoïque tardif comprennent la zone de cisaillement d'Hamisana (665-610 Ma), la zone de cisaillement d'Ar Rika-Qazaz (640-610 Ma) dans le système de failles de Najd, et la zone de cisaillement d'Oko (700-560 Ma).
Certaines caractéristiques du bouclier sont attribuées à une extension tectonique tardive, notamment l'existence d'un vaste groupe de dykes orientés NE-SO, des failles normales orientées NE-SO et des bassins sédimentaires, orientés NW-SE, remplis de dépôts de molasse post-orogéniques.
L'affaiblissement de la croûte terrestre avant 500 Ma influence le rifting continental, lorsque la péninsule arabique commence à s'éloigner de l'Afrique, et que se forme la mer Rouge au début de l'Oligocène. À cette époque, certaines des roches du Paléozoïque et du Mésozoïque sont déjà érodées et se sont déposées. La ceinture orogénique du bouclier, large de 1 200 km, est un structure en couches avec une discontinuité de Mohorovičić (Moho) uniforme à 35-45 km. Des dépôts d'évaporites se produisent jusqu'au Pliocène, où un environnement marin prend le relais,.

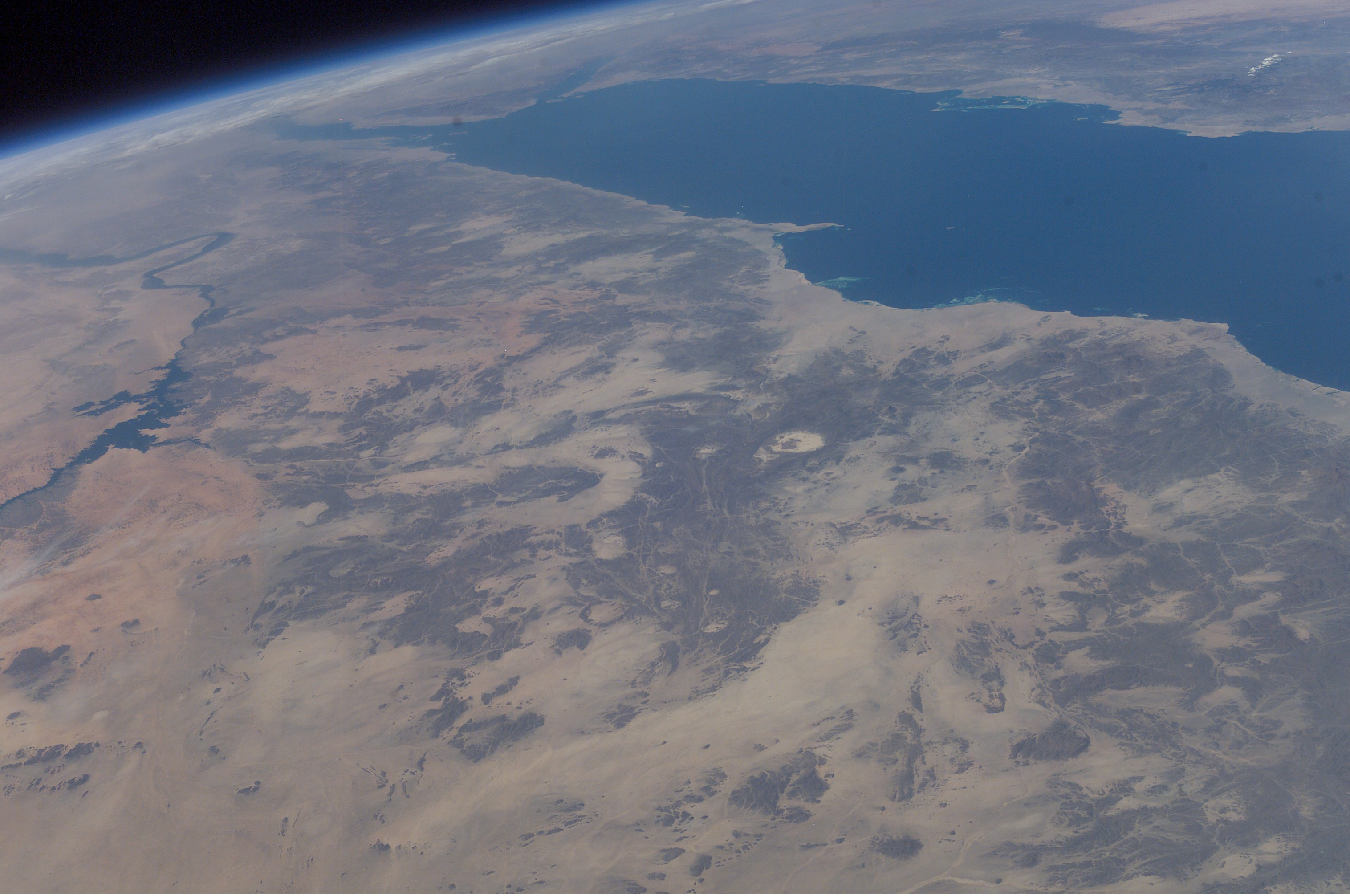
Photographie prise depuis la station spatiale internationale montrant la zone de l'est du Soudan, en direction du nord-est, avec la Mer Rouge en arrière-plan.

## Gisements aurifères d'Égypte et du Soudan nubien
Rosemarie et Dietrich Klemm, auteurs d'un ouvrage sur le sujet, notent que : « les gisements aurifères exploités durant l'antiquité se situent presque tous dans la séquence datant du Néoprotérozoïque du bouclier arabo-nubien dans le désert oriental d'Égypte et du nord du Soudan. » Le bouclier, dans cette partie de l'Afrique, a une base cratonique surmontée par une « superstructure » chevauchante panafricaine. La base est faite de gneiss migmatite et de dômes de gneiss tels Gebel Hafafit et Gebel Meatiq. Le métamorphisme est associé au chevauchement tectonique mais n'a aucun rapport avec les anciennes mines d'or. La superstructure est constituée de séquences de type ophiolite avec des arcs volcaniques, des sédiments d'Hammamat et des granites post-orogéniques. La « séquence ophiolite » est datée de 832-746 Ma ; elle est faite de serpentine avec des teneurs en or élevées de l'ordre de 25 ppm. Les sédiments d'Hammamat, courants dans l'Ouadi Hammamat, sont constitués de grauwacke et de siltite, légèrement enrichies en or. Les sédiments d'Hammamat présentent des dykes et les volcanites (roches volcaniques) de Dokhan, allant de dacites à rhyolites, formées dans les derniers temps de l'orogenèse, il y a 625-600 Ma. C'est dans ces volcanites que se situent les carrières de porphyre exploitées par les Romains. Les intrusions de granite se sont faites en deux séquences, la plus ancienne datant de 709-614 Ma et la plus récente de 596-544 Ma, dont le granite d'Assouan à 565 Ma. Les marges comprennent des granodiorites et des diorites et, surtout, des veines de quartz aurifères. Ces veines ont été minéralisées par hydrothermalisme à l'intérieur d'espaces tectoniques d'extension, ou à l'intérieur de cavités formées par cisaillement. Elles ont été exploitées par les mineurs du Nouvel Empire égyptien. C'est particulièrement le cas pour les anciennes exploitations situées dans les zones de cisaillement orientées NNW-SSE, tels les sites d'Hammama, Abu Had-North, Wad Atalla el-Mur, Atalla, Umm el Esh Sarga, Fawakhir, El-Sid, Umm Soleimat et Hamuda.
Wadi el-Sid était la principale zone minière du Nouvel Empire, avec sa teneur en or de 30 g/t dans les veines de quartz minéralisées au sein des séquences ophiolitiques cisaillées composées de serpentinite et de métabasalte, imbriquées dans les sédiments d'Hammamat au contact direct des marges en tonalite du pluton granitique de Fawakhir.  Les nappes d'ophiolite datent de 850 à 770 Ma, tandis que le pluton de Fawakhir date de 574 Ma. Ces veines, riches en or, sont orientées selon l'extension post-tectonique, ce que les prospecteurs égyptiens semblaient avoir compris:140–146.